# اصغر طالب‌نسب
اصغر طالب‌نسب (زاده ۲۰ سپتامبر ۱۹۸۲) بازیکن سابق فوتبال اهل ایران است.